# U 87 (U-Boot, 1917)
U 87  war ein diesel-elektrisches Flotten-U-Boot der deutschen Kaiserlichen Marine, das im Ersten Weltkrieg zum Einsatz kam.

## Einsätze
U 87 lief am 22. Mai 1916 bei der Kaiserlichen Werft in Danzig vom Stapel und wurde am 26. Februar 1917 in Dienst gestellt. Ab April 1917 war das U-Boot der III. U-Flottille in Emden und Wilhelmshaven zugeordnet. Die Kommandanten des U-Bootes waren Kapitänleutnant Rudolf Schneider (26. Februar 1917 bis 13. Oktober 1917) und Kapitänleutnant Freiherr Rudolf von Speth-Schülzburg (13. Oktober 1917 bis 25. Dezember 1917 (†)).
U 87 führte während des Ersten Weltkriegs fünf Unternehmungen im östlichen Nordatlantik um die britischen Inseln durch. Dabei wurden 21 Handelsschiffe mit einer Gesamttonnage von 59.710 Bruttoregistertonnen (BRT) versenkt. Darunter befanden sich neben Schiffen der Entente-Mächte auch Schiffe unter neutralen Flaggen.
Das größte von U 87 versenkte Schiff war das britische Frachtschiff Kioto mit 6.182 BRT. Die Kioto wurde am 11. Juli 1917 auf ihrer Fahrt von New York nach Manchester südwestlich von Fastnet torpediert. Das französische Schiff Mississippi war mit 6.687 BRT noch größer, wurde jedoch am 2. Juni 1917 westlich von Brest nur beschädigt.
Der erste Kommandant des U-Bootes, Rudolf Schneider, ertrank auf einer Feindfahrt von U 87, als er am 13. Oktober 1917 in stürmischem Wetter über Bord gerissen wurde. Schneider konnte geborgen werden, doch sämtliche Wiederbelebungsversuche scheiterten.

## Verbleib
Am 25. Dezember 1917 griff U 87 in der irischen See einen gegnerischen Geleitzug an. Dabei wurde das U-Boot von der britischen Sloop Buttercup entdeckt, der ein Rammstoß gelang. U 87 konnte jedoch schwerbeschädigt abtauchen. Als das britische Patrouillenboot PC 56 kurz darauf die Stelle erreichte, warf es zwei Wasserbomben ab. Die Detonationen hoben das U-Boot wieder an die Wasseroberfläche. Es wurde von PC 56 beschossen und abermals gerammt. Das U-Boot zerbrach, wobei das Bugstück noch etwa zehn Minuten an der Wasseroberfläche schwamm, so dass die Besatzungen der britischen Schiffe ins Innere des U-Bootes blicken konnten. U 87 sank etwa auf der folgenden Position 52° 56′ N, 5° 7′ W. Alle 44 Besatzungsmitglieder kamen bei dem Untergang ums Leben.